# Turcologica
Turcologica ist eine turkologische monografische Reihe, die im Verlag Harrassowitz in Wiesbaden erscheint. Die englisch- und deutschsprachige Buchreihe erscheint seit 1985. Als ihr Vorgänger werden die Frankfurter turkologische Arbeitsmittel aufgeführt. sie hat die ISSN 0177-4743. 
Die folgende Übersicht erhebt keinen Anspruch auf Aktualität oder Vollständigkeit:

## Bände
- Der türkische Dialekt von Westthrakien. Petrou, Maria. - Wiesbaden : Harrassowitz Verlag, 2021
- Irregularities in Turkic languages. Bacanlı, Eyüp. - Wiesbaden : Harrassowitz Verlag, 2020 	*Studien zum Mischär-Tatarischen. Eleusin, Arman. - Wiesbaden : Harrassowitz Verlag, 2020
- Turkish linguistics across boundaries. International Conference on Turkish Linguistics (18. : 2017: Adana). - Wiesbaden : Harrassowitz Verlag, 2020
- Ambiguous verb sequences in Transeurasian languages and beyond. Workshop Ambiguous (V + V). Sequences in Turkic and Other Transeurasian Languages (2018 : Astana). - Wiesbaden : Harrassowitz Verlag, 2019
- Chuvash historical phonetics. Agyagási, Klára. - Wiesbaden : Harrassowitz Verlag, 2019, [1. Auflage]
- In schweren Tagen. Heß, Michael Reinhard. - Wiesbaden : Harrassowitz Verlag, 2019, [1. Auflage]
- The Crimean Karaim Bible. Wiesbaden : Harrassowitz Verlag, 2019
- The "pagan" Oɣuz-namä. Danka, Balázs. - Wiesbaden : Harrassowitz Verlag, 2019
- Building bridges to Turkish. Wiesbaden : Harrassowitz Verlag, 2018
- Linguistic minorities in Turkey and Turkic-speaking minorities of the periphery. Turkic Speaking Minorities in the Middle East and Linguistic Minorities in Turkey (Veranstaltung : Nikosia). - Wiesbaden : Harrassowitz Verlag, 2018
- Mongolic copies in Chaghatay. Kincses Nagy, Éva. - Wiesbaden : Harrassowitz Verlag, 2018, [1. Auflage]
- The Rouen Meeting. International Conference on Turkish Linguistics (17. : 2014 : Rouen). - Wiesbaden : Harrassowitz Verlag, 2018
- Tongue root harmony and vowel contrast in Northeast Asian languages. Ko, Seongyeon. - Wiesbaden : Harrassowitz Verlag, 2018, [1. Auflage]
- Central Eurasia in the Middle Ages. Wiesbaden : Harrassowitz Verlag, 2016
- Language contact in modern Uyghur. Memtimin, Aminem. - Wiesbaden : Harrassowitz Verlag, 2016, [1. Auflage]
- Modality in Kazakh as spoken in China. Abish, Aynur. - Wiesbaden : Harrassowitz Verlag, 2016, [1. Auflage]
- Spoken Ottoman in mediator texts. Wiesbaden : Harrassowitz Verlag, 2016, [1. Auflage]
- The Uppsala Meeting. International Conference on Turkish Linguistics (13. : 2006 : Uppsala). - Wiesbaden : Harrassowitz Verlag, 2016, [1. Auflage]
- Türksprachige Gräsernamen. Hauenschild, Ingeborg. - Wiesbaden : Harrassowitz Verlag, 2016, [1. Auflage]
- Turks and Iranians. Wiesbaden : Harrassowitz Verlag, 2016, [1. Aufl.]
- Ankara papers in Turkish and Turkic linguistics. International Conference on Turkish Linguistics (16. : 2012 : Ankara). - Wiesbaden : Harrassowitz Verlag, 2015, [1. Aufl.]
- Kazakh in post-Soviet Kazakhstan. Wiesbaden : Harrassowitz, 2015
- Politeness devices in the Tuvan language. Voinov, Vitaly. - Wiesbaden : Harrassowitz, 2014
- The Uighur Abhidharmakośabhāṣya. Vasubandhu. - Wiesbaden : Harrassowitz, 2014
- Turkic language in Iran - past and present. Wiesbaden : Harrassowitz, 2014
- A Halich Karaim translation of Hebrew biblical texts. Olach, Zsuzsanna. - Wiesbaden : Harrassowitz, 2013
- Deverbal nominals in Yakut. Károly, László. - Wiesbaden : Harrassowitz, 2013
- Studies in Mongolic historical morphology. Kempf, Béla. - Wiesbaden : Harrassowitz, 2013
- Areal, historical and typological aspects of South Siberian Turkic. Wiesbaden : Harrassowitz, 2012
- Botanica und Zoologica in der türkischen Welt. Wiesbaden : Harrassowitz, 2012
- Cornelius Rahmn's Kalmuck dictionary. Rahmn, Cornelius. - Wiesbaden : Harrassowitz, 2012
- Farbbezeichnungen im Jakutischen. Hauenschild, Ingeborg. - Wiesbaden : Harrassowitz, 2012
- Recent advances in Tungusic linguistics. Wiesbaden : Harrassowitz, 2012
- Tatarische Terminologie im Wandel. Bartholomä, Ruth. - Wiesbaden : Harrassowitz, 2012
- Chuvash syntactic nominalizers. Luutonen, Jorma. - Wiesbaden : Harrassowitz, 2011
- Dukhan, a Turkic variety of Northern Mongolia. Ragagnin, Elisabetta. - Wiesbaden : Harrassowitz, 2011
- Puzzles of language. Wiesbaden : Harrassowitz, 2011
- Wh-Konstruktionen im Türkischen. Herkenrath, Annette. - Wiesbaden : Harrassowitz, 2011
- Cries and whispers in Karamanlidika books. Wiesbaden : Harrassowitz, 2010
- Studies in Turkic etymology. Berta, Árpád. - Wiesbaden : Harrassowitz, 2010
- Transeurasian verbal morphology in a comparative perspective. Wiesbaden : Harrassowitz, 2010
- Turcology in Mainz. Wiesbaden : Harrassowitz, 2010
- Alexander stories in Ajami Turkic. Wiesbaden : Harrassowitz, 2009
- Essays on Turkish linguistics. Wiesbaden : Harrassowitz, 2009
- Konverbien im Tuwinischen. Aydemir, İbrahim Ahmet. - Wiesbaden : Harrassowitz, 2009
- Mongolic elements in Tuvan. Khabtagaeva, Bayarma. - Wiesbaden : Harrassowitz, 2009
- Die nominale Wortbildung im Altosmanischen. Özer, Şerife. - Wiesbaden : Harrassowitz, 2008
- Lexikon jakutischer Tierbezeichnungen. Hauenschild, Ingeborg. - Wiesbaden : Harrassowitz, 2008
- Relativische Prädikationen im Baschkirischen. Heß, Michael. - Wiesbaden : Harrassowitz, 2008
- Tuwinische Folkloretexte aus dem Altai (Cengel, Westmongolei) / Teil 1. Kleine Formen. 2008
- Einheit und Vielfalt in der türkischen Welt. Wiesbaden : Harrassowitz, 2007
- Botanica und Zoologica im Babur-name. Hauenschild, Ingeborg. - Wiesbaden : Harrassowitz, 2006
- Exploring the Eastern frontiers of Turkic. Wiesbaden : Harrassowitz, 2006
- Jakutisch. Monastyrev, Vladimir. - Wiesbaden : Harrassowitz, 2006
- Middle Mongolian loan words in Volga Kipchak languages. Csáki, Éva. - Wiesbaden : Harrassowitz, 2006
- Turkic-Iranian contact areas. Wiesbaden : Harrassowitz, 2006
- Turkic languages in contact. Wiesbaden : Harrassowitz, 2006
- Aspekt im Neuuigurischen. Rentzsch, Julian. - Wiesbaden : Harrassowitz, 2005
- Das finite Verbalsystem im Nogaischen. Karakoç, Birsel. - Wiesbaden : Harrassowitz, 2005
- Is Japanese related to Korean, Tungusic, Mongolic and Turkic? Robbeets, Martine. - Wiesbaden : Harrassowitz, 2005
- Language contact in South Central Siberia. Anderson, Gregory D. S. - Wiesbaden : Harrassowitz, 2005
- Temporale Satzverbindungen in altosmanischen Prosatexten. Anetshofer, Helga. - Wiesbaden : Harrassowitz, 2005
- The Turfan dialect of Uyghur. Yakup, Abdurishid. - Wiesbaden : Harrassowitz, 2005
- Auxiliary verb constructions in Altai-Sayan Turkic. Anderson, Gregory D. S.. - Wiesbaden : Harrassowitz, 2004
- Reduplikationen im Türkischen. Müller, Hans-Georg. - Wiesbaden : Harrassowitz, 2004
- Agglutinative information. Ido, Shinji. - Wiesbaden : Harrassowitz, 2003
- Die Tierbezeichnungen bei Mahmud al-Kaschgari. Hauenschild, Ingeborg. - Wiesbaden : Harrassowitz, 2003
- Turkish in Macedonia and beyond. Friedman, Victor A.. - Wiesbaden : Harrassowitz, 2003
- The noun in Turkish. Schaaik, Gerjan van. - Wiesbaden : Harrassowitz, 2002
- Das gesprochene Aserbaidschanisch von Iran. Kıral, Filiz. - Wiesbaden : Harrassowitz, 2001
- Das Türkische als Ursprache? Laut, Jens Peter. - Wiesbaden : Harrassowitz, 2001
- Das usbekische Heldenepos Alpomish. Wiesbaden : Harrassowitz, 2001
- Adverbs and adverbial constructions in Old Anatolian Turkish. Turan, Fikret. - Wiesbaden : Harrassowitz, 2000
- Geschlecht im Türkischen. Braun, Friederike. - Wiesbaden : Harrassowitz, 2000, 1. Aufl.
- Mongolische Lehnwörter im Westoghusischen. Schönig, Claus. - Wiesbaden : Harrassowitz, 2000
- Studies on Turkish and Turkic languages. Wiesbaden : Harrassowitz, 2000
- Gagausische Syntax. Menz, Astrid. - Wiesbaden : Harrassowitz, 1999
- The Turkish nominal phrase in spoken discourse. Schroeder, Christoph. - Wiesbaden : Harrassowitz, 1999
- Türkisch und Deutsch im Vergleich. Wiesbaden : Harrassowitz, 1999
- Ghabdulla Tuqaj. Friederich, Michael. - Wiesbaden : Harrassowitz, 1998
- Relative constructions in Turkish. Haig, Geoffrey. - Wiesbaden : Harrassowitz, 1998
- Türkische Folklore-Texte aus Chorasan. Wiesbaden : Harrassowitz, 1998
- Turkmen reference grammar. Clark, Larry. - Wiesbaden : Harrassowitz, 1998
- Evliya Çelebis Reise von Bitlis nach Van. Evliyā Çelebī. - Wiesbaden : Harrassowitz, 1997
- Finite Prädikationen und Textstruktur im Babur-name (Haiderabad-Kodex). Schönig, Claus. - Wiesbaden : Harrassowitz, 1997
- The Mainz meeting. Wiesbaden : Harrassowitz, 1997
- Deverbale Wortbildung im Mittelkiptschakisch-Türkischen. Berta, Árpád. - Wiesbaden : Harrassowitz, 1996
- Die Erzählung von Edige. Schmitz, Andrea. - Wiesbaden : Harrassowitz, 1996
- Leonid Pavlovič Potapovs Materialien zur Kulturgeschichte der Usbeken aus den Jahren 1928 - 1930. Potapov, Leonid Pavlovič. - Wiesbaden : Harrassowitz, 1995
- Türkisches Lesebuch. Wiesbaden : Harrassowitz, 1995
- Folklore-Texte der Chaladsch. Wiesbaden : Harrassowitz, 1994
- Tschuwaschische Sprichwörter und sprichwörtliche Redensarten. Bläsing, Uwe. - Wiesbaden : Harrassowitz, 1994
- Aufbruch aus orientalischen Dichtungstraditionen. Kleinmichel, Sigrid. - Wiesbaden : Harrassowitz, 1993
- Aufbruch aus orientalischen Dichtungstraditionen. Kleinmichel, Sigrid. - Budapest : Akadémiai Kiadó, 1993
- Bolgarisch-tschuwaschische Studien. Benzing, Johannes. - Wiesbaden : Harrassowitz, 1993
- Chorasantürkisch. Doerfer, Gerhard. - Wiesbaden : Harrassowitz, 1993
- Die Sprache der wolgabolgarischen Inschriften. Erdal, Marcel. - Wiesbaden : Harrassowitz, 1993
- Irk bitig. Wiesbaden : Harrassowitz, 1993
- Studies in Turkish grammar. Schaaik, Gerjan van. - Wiesbaden : Harrassowitz, 1996
- Tiermetaphorik in türksprachigen Pflanzennamen. Hauenschild, Ingeborg. - Wiesbaden : Harrassowitz, 1996
- Turco-Bulgarica. Grannes, Alf. - Wiesbaden : Harrassowitz, 1996
- Armenian loanwords in Turkish. Dankoff, Robert. - Wiesbaden : Harrassowitz, 1995
- Beläk Bitig. Wiesbaden : Harrassowitz, 1995
- Laut- und Wortgeschichte der Türksprachen. Wiesbaden : Harrassowitz, 1995
- Postverbien im Türkeitürkischen. Demir, Nurettin. - Wiesbaden : Harrassowitz, 1993
- Sprichwörter der Kasachen. Wiesbaden : Harrassowitz, 1993
- Versuch einer linguistischen Datierung älterer osttürkischer Texte. Doerfer, Gerhard. - Wiesbaden : Harrassowitz, 1993
- An introduction to the history of the Turkic peoples. Golden, Peter B.. - Wiesbaden : Harrassowitz, 1992
- Patterns of language mixing. Backus, Ad. - Wiesbaden : Harrassowitz, 1992
- Acquisition of Turkish by immigrant children. Boeschoten, Hendrik E.. - Wiesbaden : Harrassowitz, 1990
- Aspekto-temporale Kategorien im Jakutischen. Buder, Anja. - Wiesbaden : Harrassowitz, 1989
- Grammatik des Chaladsch. Doerfer, Gerhard. - Wiesbaden : Harrassowitz, 1988
- Kritische Beiträge zur Altaistik und Turkologie. Wiesbaden : Harrassowitz, 1988
- Dačkerēn-Texte. Wiesbaden : Harrassowitz, 1987
- Kalmückische Grammatik zum Nachschlagen. Benzing, Johannes. - Wiesbaden : Harrassowitz, 1985
- Handbuch des Tschalkantürkischen. Wiesbaden : Harrassowitz
- Old Turkic word formation. Erdal, Marcel. - Wiesbaden : Harrassowitz
- Phonologie des Kasachischen. Kirchner, Mark. - Wiesbaden : Harrassowitz
- Salar. Dwyer, Arienne M.. - Wiesbaden : Harrassowitz
- The "Semetey" of Kenje Kara. Wiesbaden : Harrassowitz
- The Turkish dialects of Trabzon. Brendemoen, Bernt. - Wiesbaden : Harrassowitz
- West old Turkic. Róna-Tas, András. - Wiesbaden : Harrassowitz